# Olga Zhukova
Olga Zhukova (russisch Ольга Жукова; * 1991 in Sankt Petersburg) ist eine russische Organistin.

## Leben
Olga Zhukova begann ihre musikalische Ausbildung mit fünf Jahren den der Musikschule Andrei Petrow in ihrer Heimatstadt. Von 2006 bis 2010 besuchte sie die Mussorgsky-Musikschule ebenfalls in Sankt Petersburg. 2007 begann sie mit dem Orgelunterricht. 2015 legte sie am Sankt Petersburger Konservatorium ihr Orgelexamen bei Daniel Sarezki ab. An der Hochschule für Musik in Lausanne absolvierte sie ihr Master-Examen, 2017 folgte das Solistendiplom.
Sie konzertierte in Russland und Europa, u. a. in der Tonhalle Zürich, der Stadthalle Wuppertal, in St. Nikolaus in Freiburg im Üechtland, im  Königsberger Dom und in Santi XII Apostoli in Rom. Gemeinsam mit der ukrainischen Organistin Dariia Lytvishko gab sie 2022 zahlreiche Benefizkonzerte für ukrainische Flüchtlinge. An der Markuskirche der Ev.-Luth. Emmaus-Kirchengemeinde in Herford ist sie als Kirchenmusikerin tätig.

## Preise
- 2010: 2. Preis beim XI Internationalen Orgelwettbewerb „Gatschina-Sankt-Petersburg“
- 2011: 2. Preis beim Internationalen Wettbewerb „Organo Duo“ in Kondopoga
- 2013: 1. Preis beim Internationalen Orgelwettbewerb Wuppertal

## Videografie (Auswahl)
- Johann Sebastian Bach: Concerto BWV 593 in a-moll.[8]
- Johann Sebastian Bach: Fantasie und Fuge in g-moll BWV 542.[9]
- Maurice Duruflé: Toccata.[10]
- Jehan Alain: Litanies.[11]